# Hà Minh Tuân
Hà Minh Tuân (1929 – 1992) là một nhà văn quân đội người Việt Nam. Ông được biết đến nhiều nhất với cuốn tiểu thuyết Vào đời xuất bản lần đầu vào năm 1963.

## Những năm đầu đời
Hà Minh Tuân, tên khai sinh là Nguyễn Văn Trí, sinh ngày 10 tháng 2 năm 1929 tại xã Toàn Thắng, huyện Kim Động, tỉnh Hưng Yên. Xuất thân trong một gia đình công chức Hà Nội nghèo, từ nhỏ ông phải vừa đi học vừa làm thuê cho một hiệu buôn để kiếm tiền trang trải. Tuy vậy, thành tích học tập của ông lại rất khá và ông đã được cấp học bổng vào trường Bưởi ở tuổi 14. Trong thời gian học tại trường, ông sớm bị ảnh hưởng bởi cách mạng đỏ. Sau khi bị đuổi học vào năm 1944, Hà Minh Tuân quyết định thoát ly theo cách mạng và đã hoạt động bí mật trong phong trào Thanh niên Cứu quốc ở Hà Nội. Sau đó, ông được đích thân Vũ Oanh mời đảm nhận chức vụ đội trưởng Đoàn Tuyên truyền Xung phong thành Hoàng Diệu mới lập tháng 11 năm 1944, với nhiệm vụ là đi diễn thuyết tại các khu chợ để tuyên truyền đường lối hoạt động của Việt Minh. Có đợt ông cũng từng làm Đại đội trưởng Việt Nam Tuyên truyền Giải phóng quân. Cùng năm này, Hà Minh Tuân đã trở thành Đảng viên Đảng Cộng sản Việt Nam.
Sau Cách mạng Tháng Tám năm 1945, Hà Minh Tuân gia nhập Vệ quốc đoàn và giữ chức Đại đội trưởng rồi lên Tiểu đoàn trưởng. Năm 1950, ông làm Chính ủy Trung đoàn 209, Sư đoàn 312. Ông đã tham gia vào nhiều chiến dịch quan trọng như Chiến dịch Việt Bắc, Trần Hưng Đạo, trong đó đặc biệt là Chiến dịch Điện Biên Phủ mà ông có mặt từ đầu đến cuối sự kiện lịch sử này. Năm 1954, sau khi hòa bình lập lại ở miền Bắc, Hà Minh Tuân được cử làm Trưởng phòng Cục Tuyên huấn, Tổng cục chính trị Quân đội nhân dân Việt Nam.
Hà Minh Tuân đã kết hôn với con nuôi của bà Nguyễn Thị Năm – một địa chủ từng có công đóng góp tài sản cho Việt Minh nhưng bị đấu tố qua đời trong sự kiện Cải cách ruộng đất.

## Sự nghiệp văn học

### Những tác phẩm đầu tay
Từ năm 1949, Hà Minh Tuân đã ra mắt với tư cách là nhà văn khi cho in Những ngày máu lửa – một tập ký sự viết về những người thật, việc thật mà ông từng chứng kiến trong quá trình hoạt động cách mạng và kháng chiến. Trước đó, ông từng viết một số sách nghiệp vụ do Nhà xuất bản Chính trị ấn hành.
Năm 1957, ông đã gia nhập làm hội viên của Hội Nhà văn Việt Nam. Ông cũng nằm trong Đảng ủy Hội Nhà văn và đã giữ chức chủ tịch Ủy ban tuyển chọn. Sau vụ Nhân Văn – Giai Phẩm, một số lượng lớn văn nghệ sĩ thất thoát khiến nhân lực trong các cơ quan văn nghệ bị thiếu hụt. Nhiều quân nhân đã chuyển ngành để đảm nhận các công tác văn học giai đoạn này. Theo phong trào trên, từ năm 1958, Hà Minh Tuân chuyển ngành sang làm phó giám đốc tuần báo mới ra mắt Văn học rồi một thời gian sau về làm giám đốc Nhà xuất bản Văn học (cũ), được lập nên hậu Nhân Văn – Giai Phẩm.
Thời kỳ Hà Minh Tuân làm giám đốc Nhà xuất bản Văn học được ghi nhận như là giai đoạn cực thịnh nhất của nhà xuất bản khi một số lượng lớn các tác phẩm văn học đã ra mắt, chỉ ghi nhận riêng cho năm 1963. Hà Minh Tuân lúc này thường xuyên đứng ra kêu gọi và tổ chức buổi đi thực tế cho các nhà văn, thơ tại cơ quan để tìm cảm hứng sáng tác và luôn nhắc nhở cấp dưới về việc phải bám sát thực tế trong văn chương.
Trong giai đoạn trên, lần lượt vào năm 1957 và 1960 Hà Minh Tuân đã xuất bản hai cuốn tiểu thuyết dài có tên Trong lòng Hà Nội và Hai trận truyến, đặt trọng tâm vào hoạt động cách mạng của đoàn thanh niên xung phong thành Hoàng Diệu. Cả hai tác phẩm đều lấy cảm hứng từ quãng thời gian hoạt động cách mạng những năm thập niên 1940 của ông. Tuy hai cuốn truyện không phải là một tập nhưng mang tính nối tiếp khi các nhân vật vẫn bước tiếp trên hành trình hoạt động của mình. Trong đó, cuốn đầu tiên nói về thời kỳ tiền cách mạng của nhóm và cuốn thứ hai là về những ngày sơ khởi của nhóm sau khi cách mạng thành công. Với hai tiểu thuyết theo khuynh hướng sử thi trên, Hà Minh Tuân đã khắc họa không khí cách mạng dưới thời Việt Nam Dân chủ Cộng hòa những ngày đầu đấu tranh, thành lập và xây dựng chính quyền.
Nhìn chung, các tác phẩm đã có được sự khen ngợi từ giới phê bình chuyên môn lẫn công chúng, dù vẫn còn một số yếu điểm được chỉ ra trong biểu đạt nội dung. Viết trong cuốn Từ điển tác gia văn học Việt Nam thế kỷ XX, nhà báo Trần Mạnh Thường (2003) đã dành lời khen ngợi cho Trong lòng Hà Nội và Hai trận tuyến không chỉ nhờ "hiện thực sôi động" mà cả về lối diễn đạt "giản dị", "cuốn hút" người xem. Nhà phê bình Mã Giang Lân cá biệt còn xếp Hai trận tuyến lên trên cả cuốn Sống mãi với thủ đô của nhà văn Nguyễn Huy Tưởng. Vào năm 2010, toàn bộ tiểu thuyết Trong lòng Hà Nội đã được đưa vào bộ Tuyển tiểu thuyết Thăng Long - Hà Nội, phát hành nhân sự kiện Đại lễ 1000 năm của thành phố và nằm trong tập 4 bộ sách.

### Vào đời
Năm 1963, Hà Minh Tuân chuyển về trụ sở mới tại tòa biệt thự số 49 Trần Hưng Đạo để tiếp tục làm giám đốc Nhà xuất bản Văn học. Trước đó vào quãng thời gian 1962–1963, trong một lần đi thực tế ở nhà máy Trung quy mô, Hà Minh Tuân đã chấp bút viết tiếp cuốn tiểu thuyết thứ ba của ông mang tên Vào đời. Nội dung tiểu thuyết tập trung vào sự vươn lên và tự khẳng định mình của một cô gái mới lớn những năm tháng đầu tiên bước chân vào đời, với âm hưởng chủ đạo là "ca ngợi và khẳng định sự chiến thắng, vươn lên của con người trước mọi hoàn cảnh" gắn liền với "thái độ phê phán những khía cạnh tiêu cực của hiện thực xã hội". Sau khi hoàn thành xong bản thảo, bởi nhận thức được rằng rất có thể tác phẩm của mình sẽ không được phép xuất bản khi qua khâu kiểm duyệt, Hà Minh Tuân đã bỏ qua bước này rồi tự ký giấy cho phép xuất bản Vào đời với tư cách là giám đốc Nhà xuất bản Văn học.
Thời điểm mới ra mắt, cuốn sách không được nhiều báo chí chú ý đến. Chỉ khi một chính khách lớn thời đó là tướng Nguyễn Chí Thanh đọc được sách rồi xoay vấn đề văn học thành vấn đề chính trị, phát động phong trào "đánh Vào đời" thì sự việc mới được mổ xẻ đồng loạt bởi báo chí miền Bắc. Trong bối cảnh chính quyền đang tiến hành chiến dịch phê phán hàng loạt các tác phẩm có tư tưởng không phù hợp, theo chủ nghĩa xét lại, một đợt tấn công nặng nề Vào đời đã diễn ra trong ba tháng với vô số bài chỉ trích được đăng lên loạt báo từ Trung ương đến thành phố, từ bài đầu tiên là 13 tháng 6 tới bài cuối cùng là vào 16 tháng 8 năm 1963. Tác giả của chúng chủ yếu xuất phát từ cán bộ tư tưởng tại các cơ quan, xí nghiệp; nhân vật của Đoàn thanh niên, Công đoàn; quân nhân tại ngũ hoặc đã chuyển ngành. Đây là những tiếng nói sôi nổi nhất và đã buộc giới văn nghệ sĩ phải vào cuộc theo. Chỉ riêng trong năm 1963, tổng cộng số bài phê bình Vào đời được thống kê lên đến hơn 100 bài, và con số những bài chưa được đăng có thể còn lớn hơn thế. Trong đợt phê bình này, nhà văn đã phải chịu sự lên án, quy tội ông "xuyên tạc bôi đen chế độ" và như là một "thủ phạm tiêu biểu của chủ nghĩa xét lại". Nhưng bên cạnh những người lớn tiếng bài trừ thì cũng có một số nhà văn, đồng nghiệp vẫn âm thầm chia sẻ và cảm thông với Hà Minh Tuân lúc bấy giờ.
Làn sóng dư luận đồng loạt phê phán cuốn sách khi đó mạnh đến mức đã khiến ông phải viết một bản kiểm điểm rồi bị cách chức giám đốc Nhà xuất bản Văn học lẫn chức trong Ủy ban tuyển chọn, Hội Nhà văn. Ông đồng thời bị giáng hai cấp từ Trung tá xuống Đại úy trong quân đội. Nhiều nguồn ghi lại sau khi rời khỏi nghiệp văn, Hà Minh Tuân đã thuyên chuyển sang chuyên viên cá nước ngọt cho Tổng cục Thủy sản. Nhưng theo báo Việt Luận thì có một giai đoạn ông bị buộc phải đi lao động cải tạo ở bến Chương Dương, công việc là khuân và kéo gỗ về nhà máy. Sự kiện này cũng được cho là tác nhân chính khiến Hà Minh Tuân và vợ đầu của ông ly hôn. Các học giả sau này đã nhìn nhận Vào đời như một "vụ án văn học" lớn hậu phong trào Nhân Văn – Giai Phẩm, thậm chí được gọi là "Nhân Văn – Giai Phẩm thứ hai".

### Trở lại vớiVẻ đẹp bình dị
Sau quãng thời gian dài làm ở cơ quan thủy sản, năm 1975 Hà Minh Tuân đã được gọi về Nhà xuất bản Văn học nơi ông từng công tác. Nhà văn Như Phong – người từng phê bình Vào đời hăng hái nhất – sau khi nhậm chức tại Nhà xuất bản Văn học (mới; năm 1965) đã quyết định mời Hà Minh Tuân về làm trợ lý cho mình. Ông là người tạo điều kiện cho Hà Minh Tuân trở lại với văn nghiệp viết văn.
Năm 1977, Hà Minh Tuân xuất bản tiểu thuyết cuối cùng trong sự nghiệp sáng tác của mình mang tên Vẻ đẹp bình dị. Câu chuyện được lấy cảm hứng từ chính quãng thời gian ở Tổng cục Thủy sản của ông, với nhân vật chính là Trần Đức – một người lính chuyển ngành nhưng hết lòng cống hiến vì công việc chung và tập thể. Dù ra đời trong những năm sau khi vụ phê phán Vào đời kết thúc, với tác phẩm này ông đã bị nhận xét là ""hồn văn" không lên được". Cuốn sách sau đó cũng dần chìm đi trong dòng chảy của văn chương đương thời.

## Những năm cuối đời
Sau khi ly hôn với người vợ đầu tiên, vào năm 1974 ông đã tiến thêm bước nữa với một nữ giáo viên. Năm 1985, ông nghỉ hưu ở tuổi 56. Lúc dời khỏi nhà vợ cũ những năm diễn ra vụ Vào đời, ông trú ở tầng 4 nhà 96 phố Huế, rất gần trụ sở Nhà xuất bản Văn học (cũ). Sau vì gia cảnh khó khăn nên ông đã chuyển về ở một căn phòng nhỏ, chật chội và ẩm thấp ở số 79 Hàng Buồm để dư ra ít tiền ăn. Suốt nhiều năm, nhà văn phải sống nhờ vào các quán cơm bụi bên lề đường.
Trong những năm cuối đời, vì chịu ảnh hưởng nặng nề từ chuyện gia đình lẫn công việc, Hà Minh Tuân đã mắc chứng bệnh nhũn não khiến ông bị mất trí nhớ và không thể tự ý thức bản thân. Các đồng nghiệp của ông cho biết ông thường đến cơ quan sau khi nghỉ hưu với khuôn mặt thất sắc, có lần đến còn cầm cái bô theo. Ông cũng hay đi lang thang trên đường trong dáng vẻ ngơ ngác, thậm chí nhiều lần bỏ nhà đi và có đêm rét mướt không tìm được nhà nên phải ngủ bên góc tường Ô Quan Chưởng. Nhà văn đã qua đời ngày 11 tháng 3 năm 1992 tại Hà Nội, hưởng thọ 63 tuổi. Đám tang của Hà Minh Tuân được tổ chức trọng thể trong trụ sở Liên hiệp các Hội Văn học nghệ thuật Việt Nam tại số 51 đường Trần Hưng Đạo. Rất nhiều người tham dự đám tang này, từ gia đình, bạn bè đến đồng nghiệp và những tướng lĩnh cấp cao, các độc giả từng đọc truyện của ông.
Sau khi Hà Minh Tuân qua đời, đã xuất hiện nhiều lời bàn tán xoay quanh những ngày trước khi chết của ông. Có người cho rằng nhà văn bị bạc đãi và bỏ rơi vào cuối đời, dù điều này sau đó bị một đồng nghiệp của Hà Minh Tuân tại Nhà xuất bản Văn học phủ nhận. Theo lời thuật lại của Hà Minh Đức (2007), một lần nọ Hà Minh Tuân đã bị một tên ăn cướp đánh gãy răng, sau khi người nhà biết chuyện đưa về chăm sóc thì không lâu sau ông mắc bệnh nặng. Nhưng theo lời của Đặng Vương Hưng (2003), trong một lần lang thang trên góc phố Hàng Giấy vào một đêm năm 1992, ông đã bị người dân tụ lại cầm gậy gộc đánh trong giận dữ vì nhầm tưởng là một tên trộm. Sau khi phát hiện đánh nhầm người, họ đã gọi xe cấp cứu đưa ông đi bệnh viện. Một thời gian sau đó, ông trút hơi thở cuối cùng tại Bệnh viện Việt Xô.

## Phong cách sáng tác
Các tác phẩm của Hà Minh Tuân, từ tiểu thuyết đầu tay Trong lòng Hà Nội đến tác phẩm cuối cùng Vẻ đẹp bình dị, hầu hết được ông sáng tác theo khuynh hướng ngợi ca. Với Trong lòng Hà Nội và Hai trận tuyến, ông đã ca ngợi tinh thần chiến đấu hy sinh của các chiến sĩ Đoàn Xung phong thành Hoàng Diệu nhằm bảo vệ tổ quốc; đến Vẻ đẹp bình dị, ông ca ngợi những con người dám đổi mới, dám nghĩ dám làm trên bước đường xây dựng chủ nghĩa xã hội "đầy chông gai và thử thách". Những giá trị, phẩm chất tốt đẹp dưới ngòi bút của ông đã được tôn lên và khẳng định – một công thức khá phổ biến với các nhà văn khác cùng thời.
Nhưng riêng đối với Vào đời, ngoài những tình tiết tích cực thì Hà Minh Tuân cũng đề cập tới các vấn nạn về đạo đức và xã hội miền Bắc Việt Nam khi ấy, ví dụ như việc nhân vật chính trong truyện bị hiếp dâm; một nhân vật khác có bố là nạn nhân bị quy sai địa chủ trong Cải cách ruộng đất mà tự tử trong oan khuất. Đây được cho là những chi tiết "phạm húy" khiến cuốn sách vướng phải vô số tranh cãi lúc mới ra mắt.

## Di sản và vinh danh

Vào đời đã được tái bản trở lại vào năm 1991 bởi Nhà xuất bản Văn học hậu Đổi Mới

Số lượng tác phẩm được thống kê trong sự nghiệp văn chương của Hà Minh Tuân không phải là nhiều và độc đáo. Song theo Trần Mạnh Thường (2003), ông đã để lại nhiều dấu ấn trong công chúng, đặc biệt là thế hệ lớn lên sau chiến tranh, những ấn tượng "khó quên" khi dựng lên hình ảnh "rất thực" của không khí chiến tranh chống Pháp một thời qua hai cuốn tiểu thuyết Trong lòng Hà Nội và Hai trận tuyến.
Bước vào không khí dân chủ trong văn học Việt Nam, Hà Minh Tuân được coi là nhà văn "tiên phong" trong việc khai thác hiện tượng xã hội với cuốn Vào đời của mình. Những chi tiết trong tiểu thuyết từng bị coi là "hiện tượng không cơ bản, nhất thời" sau khi bước sang Đổi Mới đã được nhìn nhận lại như những phản ánh trung thực và khách quan khó khăn, vấp váp trên con đường xây dựng xã hội chủ nghĩa.
Vào năm 1991, nhờ chính sách Cởi Mở trong văn học hậu Đổi Mới, Vào đời đã được tái bản trở lại tới người đọc bởi Nhà xuất bản Văn học. Việc làm này xuất phát từ nguyện vọng của Hà Minh Tuân, chỉ một năm trước khi ông mất. Về sau, Vào đời đã trở thành tác phẩm "để đời" của Hà Minh Tuân. Ông không những được trao Giải thưởng Cống hiến Hội Nhà văn Việt Nam năm 2017 mà còn nằm trong danh sách đề cử Giải thưởng Nhà nước năm 2020 nhờ Vào đời và các tiểu thuyết khác của mình.
Một số nghệ sĩ sau này đã ghi chép lại cuộc đời của Hà Minh Tuân bằng các bài thơ tưởng niệm, tiêu biểu là nhà thơ Xuân Sách với tập thơ Chân dung nhà văn (1992) và Nguyễn Thụy Kha với bài Anh vẫn sống trong lòng Hà Nội, in trong tập Không mùa (1994).

## Sáng tác

### Đã xuất bản

#### Sách chính trị
| Năm xuất bản | Tiêu đề                                   | Nhà xuất bản                            | Nguồn         |
| ------------ | ----------------------------------------- | --------------------------------------- | ------------- |
| 1948         | Công tác chính trị trong đại đội          | Nhà xuất bản Chính trị quốc gia Sự thật | [ 18 ] [ 78 ] |
| 1950         | Công tác tuyên huấn                       |                                         | [ 18 ]        |
| 1950         | Bàn về công tác đảng trong một chiến dịch | Nhà xuất bản Chính trị quốc gia Sự thật | [ 18 ] [ 79 ] |

#### Tiểu thuyết, ký sự
| Năm xuất bản | Tiêu đề            | Nhà xuất bản                   | Ghi chú             | Nguồn         |
| ------------ | ------------------ | ------------------------------ | ------------------- | ------------- |
| 1949         | Những ngày máu lửa | Cứu Quốc                       | Ký sự               | [ 14 ] [ 6 ]  |
| 1957         | Trong lòng Hà Nội  | Nhà xuất bản Quân đội nhân dân |                     | [ 14 ] [ 80 ] |
| 1960         | Hai trận tuyến     | Nhà xuất bản Văn học           |                     | [ 14 ] [ 6 ]  |
| 1963         | Vào đời            | Nhà xuất bản Văn học           | Đã tái bản năm 1991 | [ 14 ] [ 6 ]  |
| 1977         | Vẻ đẹp bình dị     | Nhà xuất bản Văn học           |                     | [ 14 ] [ 6 ]  |

#### Truyện ngắn
- Lên mặt trận thủ đô[81]
- Một chuyện tập bắn (1958)[82]
- Một sáng kiến nhỏ (1959)[83]
- Cô con gái bác Nghiệp (1959)[84]
- Đoàn Thanh niên xung phong thành Hoàng Diệu (1961; bút ký)[85]
- Những người say nghề rừng (1962; bút ký)[86]

### Chưa xuất bản
- Cây và trái (kịch)[75]
- Vắng mặt trời mơ ước (truyện dài)[75]